# Mario Delle Piane
Mario Delle Piane (Siena, 20 ottobre 1914 – Siena, 1º novembre 1989) è stato un giurista e storico italiano.

## Biografia
Laureatosi in Giurisprudenza nel 1937 con una tesi dal titolo "Il pensiero politico di Gaetano Mosca" (relatore Felice Battaglia), nello stesso anno aderiva a un gruppo antifascista di ispirazione crociana, finalizzato a intraprendere un'opposizione "legale" al regime. Tra il 1938 e il 1941 insegnò storia e filosofia nei licei di Modena e Siena, pubblicando al contempo una serie di saggi sul liberalismo. Nel 1940 fu ammesso alla Scuola di storia moderna e contemporanea diretta da Gioacchino Volpe e Gaetano De Sanctis, e qui conobbe tra gli altri Enrico Sestan. 
Durante la guerra Delle Piane scrive una serie di articoli e recensioni, nelle quali propaganda il progetto di un rinnovamento democratico e liberale, attirando l'attenzione dell'Ovra che per queste ragioni nell'aprile 1943 lo arresterà per attività antifascista. Una volta libero partecipò alla Resistenza nelle file del Partito d’Azione e collaborò al CLN. 
Conseguita nel 1948 la libera docenza in Storia delle dottrine politiche, insegnò nella facoltà di Giurisprudenza di Siena dal 1956 al 1976, quando passò alla cattedra di Storia contemporanea; ricoprì per oltre vent'anni la carica di direttore della biblioteca del Circolo giuridico.

## Gli studi
Gli studi di Delle Piane ebbero vasta notorietà, in particolare quelli sul pensiero politico medievale come il fondamentale saggio su Pietro Dubois, e sulla teoria della classe politica di Gaetano Mosca; fu inoltre impegnato nel dopoguerra e per tutta la sua vita nella politica attiva, come membro dell'amministrazione locale senese. Fu legato da grande amicizia e da comune esperienza di lotta politica con molti celebri autori di ispirazione liberale e democratica, come Guido Calogero, Arturo Carlo Jemolo, Aldo Capitini e don Zeno Saltini, fondatore della comunità di Nomadelfia, testimoniato da una vasta corrispondenza che riflette i temi del suo impegno di intellettuale laico. Il suo legame con l'Università di Siena è durato oltre cinquanta anni: fu infatti collocato in pensione il 31 ottobre 1989, all'immediata vigilia della morte a avvenuta a Siena il 1º novembre 1989.

## Opere (selezione)
- Gaetano Mosca, classe politica e liberalismo, Napoli, 1952
- Vecchio e nuovo nelle idee politiche di Pietro Dubois, Firenze, 1959
- La disputa tra Filippo il Bello e Bonifacio VIII, Torino, 1983